# Vik (Vestland)
Vik és un municipi situat al comtat de Vestland, Noruega. Té 2.689 habitants (2016) i la seva superfície és de 833,28 km². El centre administratiu del municipi és la població de Vikøyri.